# 超级马力欧酷跑
《超級瑪利歐酷跑》是一款自動捲軸平台遊戲，由任天堂為iOS和Android設備開發。这是《超級瑪利歐》系列首次正式登陆移动智能设备的作品，也是任天堂继《Miitomo》之后第二款在移动智能平台上发行的游戏。遊戲雖聲稱定於2016年12月15日太平洋時區在iOS首先發佈，但在亚洲和大洋洲地区因为时差的關係，於2016年12月16日凌晨 1 點才開放下載。游戏的Android版本於2017年3月23日開放下載。

## 概觀
遊戲一開始提供 3 關為免費試玩關卡，後續關卡須花費購買（臺灣: NTD $300，香港: HKD $78，澳門: USD $9.99），購買後一次解鎖所有關卡（1-1 至 6-4 關，共 24 關），在版本2.0.0釋出後，玩家點擊關卡1-4後，即可進行「來自庫巴的挑戰」任務，完成後就可以免費遊玩 1-4的關卡，而玩家在奇諾比奧拉力賽能遊玩的關卡也會增加，在新的關卡當中，除了能獲得原有的紅色奇諾比奧之外，還可以獲得藍色奇諾比奧與綠色奇諾比奧。遊戲進行時需連線才可以遊玩，根據宮本茂的解釋，《超級瑪利歐酷跑》之所以不提供離線遊玩模式，除了考量減少盜版考量問題，最主要還是希望能提供玩家可隨時儲存遊玩進度，並且同步更新遊玩分數排行，甚至可讓遊戲隨時維持在最新版本狀態，以確保每一名玩家遊玩內容相同，不會因為版本不同而產生遊玩出現感受差異。
《超級瑪利歐酷跑》共有 4 種模式可以遊玩，包括第一種的「世界巡迴（World Tour）」傳統模式，玩家必須一邊破關一邊蒐集金幣，而其中有模式「簡易模式」可選，該模式下玩家遊玩時間與可使用的泡泡數量皆不受限制，讓玩家能輕鬆過關較不擅長的關卡。玩家不會因為遊戲時間到了而遊戲結束，也可以在該模式下無限制使用泡泡，並且透過泡泡收集先前錯過的重要金幣，但不會紀錄於遊戲中。。第二種則是「奇諾比奧拉力賽（Toad Rally）」模式，可以讓其他玩家以鬼魂的形式呈現在遊戲當中，讓玩家可以挑戰其他玩家的紀錄；第三種則是讓玩家打造自己的蘑菇王國的「建造王國（Kingdom）」模式，在該模式中，玩家可以透過金幣購買不同的裝飾品來建造自己的地圖，如果獲得了特殊道具「彩虹之路」，還能擴張王國的範圍。遊戲內還提供省電模式，供玩家延長遊玩時間。第四種則是「remix10」，有十個連續且非常短的關卡，其中需收集金幣，有時會有特別關卡或可使用特別角色遊玩，不小心死亡會跳過並繼續下一關。收集的金幣累積至一定數量可撞擊磚塊獲得建造王國的裝飾品或建築物，每過十關也可撞擊磚塊獲得建造王國的裝飾品或建築物，到了第三十區域時可拯救黛西公主成為遊戲新角色。
遊戲當中的任務頁面，只要依照提示說明，達成任務之後便可免費領取點數，一開始進入遊戲時玩家如果有加入好友，可額外領取 200 點，點數的功用可以在禮品商店兌換奇諾比奧拉力賽券或金幣。目前支援的系統語言共 11 種: 俄文、德文、日文、法文、繁體中文、義大利文、英文、荷蘭文、葡萄牙文、西班牙文、韓文。

## 遊戲操作
《超級瑪利歐酷跑》是一款自動捲軸平台遊戲。玩家控制自動從左向右跑的瑪利歐。玩家必須利用觸摸螢幕讓瑪利歐跳。觸碰螢幕的時間越長，瑪利歐跳躍的越高。像其他橫向捲軸的超級瑪利歐遊戲，玩家必須讓瑪利歐越過陷坑、跳開敵人，同時收集硬幣。玩家最終目標是讓瑪利歐盡快安全過關。
遊戲進行時，瑪利歐遇到小臺階時會自動跳過去，即使失誤，也會變成泡泡立即復活，而玩家可於泡泡回轉的時候，點擊泡泡讓泡泡破裂以繼續進行遊戲。而遇到小的敵人時瑪利歐也會自動跳過去，在自動跳過去時，玩家可點觸畫面，讓瑪利歐做出華麗的動作。在遊戲過程中，最多有兩次機會可變成泡泡而復活，部分關卡會贈送免費泡泡。一旦泡泡全部用完將無法復活，若失誤則得重新開始。部分金幣也可以利用泡泡獲得。

## 遊戲角色
遊戲中提供 11 種不同的角色供玩家選擇，遊戲除了可透過系統預設的角色瑪利歐（Mario）來進行遊戲外，另外還有其他五名遊戲角色，分別是路易吉（Luigi）、奇諾比奧（Toad）、碧姬公主（Peach）、耀西(5色)（Yoshi）與奇諾比珂（Toadette）可供玩家來控制，另外，官方將會在2017年9月29日新增黛西公主 (Daisy)。每個角色都帶有不同的特殊技能，玩家可以利用不同角色的技能，來挑戰世界巡迴模式的不同關卡與奇諾比奧拉力賽。除瑪利歐、奇諾比奧、黛西公主和蓝色耀西四個角色之外，其他角色皆需付費購買全地圖版本後，才能解鎖這些角色（臺灣: NTD $300，香港: HKD $78，澳門: USD $9.99）。
| 角色名稱        | 英文名稱 | 取得方式 | 特殊技能 | 是否需要付費版本 |
| --------------- | -------- | --- | --- | ---------------- |
| 瑪利歐          | Mario    | 遊戲基本內建角色，不需購買。 | 没有特殊能力。                                                                                                  | 否               |
| 奇諾比奧/草菇頭 | Toad     | 與 My Nintendo 帳號連動後即可免費領取該角色，玩家連動成功後得先至禮品商店免費兌換此角色，隨後可在禮物盒領取該角色。故事中可自由切換至該角色。 | 移動速度較快。                                                                                                  | 否               |
| 碧姬公主/桃公主 | Peach    | 完成「世界巡迴」模式，全部玩過一輪（共 24 關）後，從庫巴手中救回公主就可以獲得該角色。 | 長按可用裙襬緩慢飄落。                                                                                          | 是               |
| 路易吉          | Luigi    | 必須先從「奇諾比奧拉力賽」模式中取得 150 個綠色奇諾比奧（Green Toad）與 150 個紫色奇諾比奧（Purple Toad），再到蘑菇王國（建造王國模式）花費 500 金幣購買一個「路易吉之家」後即可獲得該角色。 | 長按可跳更高而降落可緩慢降落。                                                                                  | 是               |
| 耀西            | Yoshi    | 必須先從「奇諾比奧拉力賽」模式中取得 30 個紅色奇諾比奧（Red Toad）與 30 個黃色奇諾比奧（Yellow Toad），再到蘑菇王國（建造王國模式）花費 500 金幣購買一個「耀西之家」後即可獲得該角色。在版本2.0.0釋出後，除了原本的綠色耀西，還新增黃色、藍色(不用付費，即可得到)、紅色、紫色等顏色不同的耀西。玩家在「奇諾比奧拉力賽」模式使用不同顏色的耀西進行遊戲時，會更容易收集到同色的奇諾比奧。 | 長按可向上踏步，踏步時移動速度變慢，可踩踏食人花及任何尖刺，2.0.0後，可依照不同顏色提升獲得指定顏色的奇諾比奧。 | 是（蓝色除外）   |
| 奇諾比珂        | Toadette | 必須先從「奇諾比奧拉力賽」模式中取得 200 個紅色奇諾比奧（Red Toad）、200 個黃色奇諾比奧（Yellow Toad）、200 個綠色奇諾比奧（Green Toad）與 200 個藍色奇諾比奧（Blue Toad），再到蘑菇王國（建造王國模式）花費 1000 金幣購買一個「奇諾比珂建築」後即可獲得該角色。由于奇诺比珂为拉力赛的裁判，玩家在“奇诺比奥拉力赛”中让该角色参赛时，裁判会变为奇诺比奥                                  | 在奇諾比奧拉力賽中，比賽結束可額外獲得前來加油的奇諾比奧。                                                      | 是               |
| 黛西公主        | Daisy    | 在全新模式「Remix 10」拯救她 | 在空中可以再跳跃一次。                                                                                          | 是               |

## 游戏模式

### 世界巡迴模式
在世界巡迴模式中，玩家必須一邊破關一邊蒐集金幣，每個世界的的最後一關含第 6 世界的第 3 關（1-4、2-4、3-4、4-4、5-4、6-3、6-4）為魔王關卡。
玩家除了在遊戲中收集一般金幣，還可以收集特殊金幣，在該模式一次遊戲裡，玩家收集完全部 5 枚同色金幣（粉紅色、紫色、黑色），就可使用新的有色金幣配置遊玩。玩家收集完 5 枚粉紅金幣，就能換得紫色金幣進行遊玩；收集完 5 枚紫色金幣，則可再換得黑色金幣進行遊玩，而收集完 5 枚黑色金幣則可換得奇諾比奧拉力賽券。
在該模式中每一關結束之後會出現敵人的打倒數，一旦累計數滿了，敵人將升級，獲得的金幣數量也會加倍，全部升級之後將會獲得奇諾比奧拉力賽券。
完成所有 24 個關卡之後，遊戲當中還有 3 個隱藏關卡，分別為粉紅金幣水管、紫色金幣水管、黑色金幣水管，玩家需要透過收集一定數量的金幣，才可購買相對應顏色的水管進入隱藏關卡，這些金幣為每個關卡累加起來的總和，因此在單一關卡重複獲得的金幣不算入其中。
此外，官方將會在2017-09-29新增“世界★”关卡。

### 奇諾比奧拉力賽模式
在該模式中，可以讓其他玩家以鬼魂的形式呈現在遊戲當中，讓玩家可以挑戰其他玩家的紀錄。遊戲進行時間為 1 分鐘（60 秒），時間結束也表示遊戲結束。該模式中會以獲得的金幣數和前來加油的奇諾比奧數來判定勝負，而玩家可以在該模式中做出華麗動作，以累積計量表，等到計量表滿之後，就會出現金幣衝衝衝模式（Coin Rush），在該模式下，玩家所獲得的金幣數量會額外增加直到金幣衝衝衝模式結束為止。
前來加油的奇諾比奧會在遊戲結束後獲得或失去，如果玩家在該模式下獲勝（分數較其他玩家高），即可獲得玩家本身與其他玩家所獲得的奇諾比奧；反之，如果玩家失敗（分數較其他玩家低），不但無法獲得其他玩家所獲得的奇諾比奧，還會失去自己原本王國所擁有的奇諾比奧。而玩家可以利用在奇諾比奧拉力賽模式中獲得的奇諾比奧，在建造王國模式中重建城堡和城鎮。而iOS版本在釋出1.1.0.更新後，修改成玩家挑戰失敗後，減少失去自己原本王國所擁有的奇諾比奧數量，能讓召集奇諾比奧變得較容易。

### 建造王國模式
在該模式中，玩家可以透過金幣與收集各種不同顏色的奇諾比奧購買不同的裝飾品來建造自己的地圖，內含超過 100 種以上的道具可供玩家建造王國，在建造王國模式中，玩家可以利用收集到的金幣購買建築物，也可任意移動建築物。
玩家如果獲得了特殊道具「彩虹之路」，還能擴張王國的範圍，前提是每個奇諾比奧需要紅色、藍色、綠色、紫色、黃色各收集 20 個才可獲得彩虹之路，總共有 5 個彩虹之路供玩家收集，越後面的彩虹之路所需的奇諾比奧數會逐漸增加，其難度也會有所提升。
遊戲中還販售特別的建築物「獎勵小遊戲之家」，共有 3 種不同顏色的獎勵小遊戲之家，分別是「紅色獎勵小遊戲之家」（遊戲基本擁有的小遊戲之家，不需要購買，每 4 小時可玩 1 次。遊戲進行時，會出現多條不同路徑讓玩家選擇，玩家選擇不同的路徑會影響獲得不同數量的金幣，走到最後玩家可以獲得寶箱，寶箱內可獲得不定數量的奇諾比奧拉力券）、「藍色獎勵小遊戲之家」（需花費紫色、黃色奇諾比奧各 30 個即可購買，每 6 小時可玩 1 次。在一定時間內，將規定的方框連在一起就算獲勝）與「黃色獎勵小遊戲之家」（需花費黃色奇諾比奧 50 個即可購買，每 8 小時可玩 1 次。遊戲進行時，會從綠色水管噴出東西，如金幣、奇諾比奧拉力券、火球，玩家一旦碰到火球，遊戲就會結束），點擊之後就可以進行小遊戲，玩家可從中獲取金幣以及奇諾比奧拉力券。

### 簡易模式
在該模式下，玩家可以不受時間限制進行闖關，泡泡的數量也完全不受限制。玩家不會因為時間到卻未闖關完成而失敗，遇到敵人或掉下去時也可以利用泡泡救援，玩家可以在一個關卡形成不死的狀態，直到破關為止。錯過重要金幣時，玩家也可以透過泡泡再重新回到前面收集齊金幣。

## 开发
2015年3月18日，时任任天堂社长岩田聪召开发布会宣布公司将与日本移动游戏运营商DeNA合作，两家公司将会在智能手机平台制作5款手机游戏。《超级马里奥酷跑》作为两者合作的第二款作品，由系列资深制作人手塚卓志担任游戏设计，“马里奥之父”宫本茂担任制作人，这是宫本茂继2007年的《超级马里奥银河》后再次亲临游戏开发的整个过程。此外任天堂还把制作过“新超级马里奥兄弟”系列作品的开发团队作为本作的主要开发主力，开发团队内部根据游戏的三个主要的游戏模式又分为三个开发小组。游戏采用Unity游戏引擎开发。
《超级马里奥酷跑》首次公布于2016年9月7日的苹果秋季新品发布会上，由宫本茂亲自公布并进行了简短的演示。游戏在太平洋时间2016年12月15日在iOS平台下开放下载，游戏采用免费下载试玩、完整版付费的方式，任天堂确认本作需要游玩时全程联网以防止破解等问题。

## 反响
本作在下载开始4天后就在140多个国家和地区的AppStore中获得免费游戏榜第一位，创下了App Store史上最快达成该成绩的记录。在2017年6月29日的任天堂第77期股东大会上，社长君岛达己宣布本作的全球下载量已达1亿5千万，其中付费人数不满10%。而同社另一个手机游戏《火焰之纹章 英雄》虽然下载量不及本作的十分之一，销售收入却反超本作。

## 引用
1. 1 2  When’s Super Mario Run coming to Android? (update) （页面存档备份，存于）.Polygon.2016-12-15.[2016-12-17].
2. ↑  . スーパーマリオ ラン | 任天堂.   [2016-12-16]. （原始内容存档于2021-03-18）.
3. ↑  . mashdigi.com.   [2016-12-20]. （原始内容存档于2020-04-03）.
4. 1 2  . 蘋果日報.   [2017-02-05]. （原始内容存档于2017-02-06） （中文（臺灣））.
5. ↑  LPComment. . 癮科技. 2016-12-16  [2016-12-16]. （原始内容存档于2016-12-20）.
6. ↑  自由時報. .   [2016-12-16]. （原始内容存档于2019-06-29）.
7. ↑  . mrmad.com.tw.   [2016-12-17]. （原始内容存档于2021-01-22）.
8. 1 2  . gamespot.com.   [2016-09-07]. （原始内容存档于2018-10-11）.
9. ↑  . eurogamer.net.   [2016-09-07]. （原始内容存档于2019-03-29）.
10. ↑  . mrmad.com.tw.   [2016-12-17]. （原始内容存档于2020-09-30）.
11. ↑  Peckham.Matt.Exclusive: Nintendo CEO Reveals Plans for Smartphones （页面存档备份，存于）.TIME.2015-03-18.[2016-12-21].
12. 1 2  KOHLER.CHRIS.SUPER MARIO RUN IS HERE—AND SHIGERU MIYAMOTO TOLD US 7 SURPRISING THINGS ABOUT IT （页面存档备份，存于）.WIRED.2016-12-15.[2016-12-21].
13. ↑  Super Mario Run announced for iOS （页面存档备份，存于）.ArsTechnica.2016-09-08.[2016-12-21].
14. ↑  SUPER MARIO RUN CREATED WITH UNITY （页面存档备份，存于）.IGN.2016-11-01.[2016-12-21].
15. ↑  Peckham.Matt.The Man Behind Mario Explains Nintendo’s New iPhone Game （页面存档备份，存于）.TIME.2016-09-07.[2016-12-21].
16. ↑  SUPER MARIO RUN REQUIRES AN INTERNET CONNECTION AT ALL TIMES TO PLAY （页面存档备份，存于）.IGN.2016-12-09.[2016-12-21].
17. ↑  iPhone & iPad向け『SUPER MARIO™ RUN』 App Store最速・配信開始より4日間で全世界4,000万ダウンロード突破のお知らせ （页面存档备份，存于）.任天堂.2016-12-21.[2016-12-21].
18. ↑  INSIDE. .   [2017年7月1日]. （原始内容存档于2017年7月12日）.

## 外部連結
- 官方网站：繁体中文、日文、英文